# OFC Champions Cup 1999
Der OFC Champions Cup 1999 war die zweite Ausspielung eines ozeanischen Meister-Wettbewerbs für Vereinsmannschaften im Fußball nach zwölf Jahren Unterbrechung und fand vom 18. bis 26. September 1999 mit neun Vereinen aus neun Ländern im Churchill Park in Lautoka und im Prince Charles Park in Nadi auf Fidschi statt. Die Mannschaften kamen aus Amerikanisch-Samoa, Australien, Fidschi, Neuseeland, den Salomonen, Westsamoa, Tahiti, Tonga und Vanuatu. Die Teams qualifizierten sich aufgrund ihrer Platzierungen in der nationalen Meisterschaft; Fidschi, die Salomon-Inseln und Vanuatu waren durch regionale Auswahlmannschaften vertreten. Der Wettbewerb wurde in einem Rundenturnier mit drei Gruppen a drei Teams und anschließender K.-o.-Runde gespielt. Die drei Gruppensieger und der beste Gruppenzweite qualifizierten sich für das Halbfinale.
Der Sieger South Melbourne FC aus Australien qualifizierte sich als Vertreter Ozeaniens für die FIFA-Klub-Weltmeisterschaft 2000 in Brasilien.

## Gruppenphase

### Gruppe A
| Pl. | Verein             | Sp. | S | U | N | Tore    | Diff. | Punkte |
| --- | ------------------ | --- | - | - | - | ------- | ----- | ------ |
| 1.  | South Melbourne FC | 2   | 2 | 0 | 0 | 012:100 | +11   | 06     |
| 2.  | Malaita Eagles     | 2   | 1 | 0 | 1 | 015:400 | +11   | 03     |
| 3.  | Konica FC          | 2   | 0 | 0 | 2 | 002:240 | −22   | 0      |

| 18. September      |       |                |
| South Melbourne FC | 2:1   | Malaita Eagles |
| 20. September      |       |                |
| Malaita Eagles     | 14:20 | Konica FC      |
| 22. September      |       |                |
| South Melbourne FC | 10:00 | Konica FC      |

### Gruppe B
| Pl. | Verein    | Sp. | S | U | N | Tore    | Diff. | Punkte |
| --- | --------- | --- | - | - | - | ------- | ----- | ------ |
| 1.  | AS Vénus  | 2   | 1 | 1 | 0 | 015:200 | +13   | 04     |
| 2.  | Nadi FC   | 2   | 1 | 1 | 0 | 014:100 | +13   | 04     |
| 3.  | Kiwi Club | 2   | 0 | 0 | 2 | 001:270 | −26   | 0      |

| 18. September |       |           |
| Nadi FC       | 1:1   | AS Vénus  |
| 20. September |       |           |
| Nadi FC       | 13:00 | Kiwi Club |
| 22. September |       |           |
| AS Vénus      | 14:10 | Kiwi Club |

### Gruppe C
| Pl. | Verein         | Sp. | S | U | N | Tore    | Diff. | Punkte |
| --- | -------------- | --- | - | - | - | ------- | ----- | ------ |
| 1.  | Central United | 2   | 1 | 1 | 0 | 018:200 | +16   | 04     |
| 2.  | Tafea F.C.     | 2   | 1 | 1 | 0 | 012:200 | +10   | 04     |
| 3.  | Lotoha 'Apai   | 2   | 0 | 0 | 2 | 000:260 | −26   | 0      |

| 18. September  |       |              |
| Tafea F.C.     | 10:00 | Lotoha 'Apai |
| 20. September  |       |              |
| Central United | 16:00 | Lotoha 'Apai |
| 22. September  |       |              |
| Central United | 2:2   | Tafea F.C.   |

## K.-o.-Phase

### Halbfinale
| Datum         |                    | Ergebnis | !Spielort                            |
| ------------- | ------------------ | -------- | ------------------------------------ |
| 24. September | Central United     | 0:1      | Nadi FC \|\|Churchill Park, Lautoka  |
| 24. September | South Melbourne FC | 3:0      | AS Vénus \|\|Churchill Park, Lautoka |

### Spiel um Platz 3
| Datum         |                | Ergebnis | !Spielort                              |
| ------------- | -------------- | -------- | -------------------------------------- |
| 26. September | Central United | abgesagt | AS Vénus \|\|Prince Charles Park, Nadi |

### Finale
| Datum         |                    | Ergebnis | !Spielort                             |
| ------------- | ------------------ | -------- | ------------------------------------- |
| 26. September | South Melbourne FC | 5:1      | Nadi FC \|\|Prince Charles Park, Nadi |